# Precedentes a los atentados del 11 de marzo de 2004
Los días, los meses y los años previos a los atentados del 11-M, España estaba en alerta por el terrorismo ya que lo venía sufriendo desde 1968, fecha del primer asesinato de ETA. Entre ese momento y la actualidad han sido cientos las víctimas en España de este y otros grupos terroristas y miles las que ha habido del terrorismo internacional en todo el mundo. El 11 de septiembre de 2001 se produjeron los atentados terroristas en los Estados Unidos, lo que fue considerado un punto de inflexión en la manera de actuar y de entender en terrorismo internacional.

## Precedentes terroristas en España

### ETA y los GRAPO
España se ha visto envuelta en la lucha contra el terrorismo desde hace cuatro décadas. La banda terrorista ETA con casi mil muertos es la que más daño ha hecho y durante más tiempo. Ha asesinado a militares, policías, políticos, periodistas, empresarios, etc., pero también ha matado de un modo indiscriminado, como en el atentado con coche bomba contra el centro comercial Hipercor. También los GRAPO, aunque a menor escala, han secuestrado y asesinado durante muchos años.

### El terrorismo islamista
Las actividades islamistas desarrolladas en España antes de 2002 se encuentran detalladas en la sentencia de la Sala de lo Penal de la Audiencia Nacional de 28 de septiembre de 2005, según el auto del magistrado Juan del Olmo sobre el 11-M y se divide en tres fases:
- La implantación, al principio de la década de los 1990s
- La expansión, inteconexión con otras redes yihadistas, y la captación de nuevos miembros entre la comunidad inmigrante
- Finalmente, a partir de los atentados de Washington y Nueva York, la segunda fase se solapa con la creciente hostilidad hacia intereses españoles.

De entre las redes que han operado en España, cabe destacar las redes argelinas, las redes de origen sirio y los miembros aislados de otras redes.
El 12 de abril de 1985 se produjo un atentado en el restaurante "El Descanso" de Madrid, reivindicado por un grupo de la Yihad islámica. En él murieron 18 personas y más de 100 resultaron heridas. El restaurante era frecuentado por militares estadounidenses aunque todos los fallecidos fueron españoles. La posterior investigación no pudo determinar la autoría de los atentados.
También en 1985, y concretamente el 1 de julio, tuvieron lugar los atentados contra oficinas de aerolíneas en Madrid, en los que murió una persona y 29 recibieron heridas de diversa consideración. El ataque, que tenía como objetivo a compañías aéreas estadounidenses y jordanas, fue atribuido a la organización palestina fundada por Abu Nidal, Fatah-RC.
El 16 de diciembre de 2004, el juez de la Audiencia Nacional Baltasar Garzón decretaba el ingreso en prisión incondicional de Khalid Zeimi Pardo y de Mohamed El Ouazzani, por un delito de integración en organización terrorista. Se les acusa a ambos de asistir a reuniones con otros presuntos terroristas islamistas, de la corriente salafista, en las que se pusieron de acuerdo para atentar en España como respuesta a la participación del país en la guerra de Irak. Estarían relacionados con una célula islamista creada en Madrid por Mustapha Maymouni, preso en Marruecos en relación con los atentados de Casablanca del 16 de mayo de 2003. Zemi Pardo fue detenido en relación con los atentados del 11-M en Madrid y posteriormente puesto en libertad.
En ese mismo auto se decretaba prisión también para los ciudadanos argelinos Abdelkader Lebik y Brahim Ammam, por integración en organización terrorista islamista, como parte del grupo terrorista argelino Grupo de Protectores de la Corriente Salafista, relacionado con uno de los procesados en prisión por la célula salafista desarticulada en Cataluña en enero de 2003 y que se denominó popularmente como "comando Dixán".
El 9 de noviembre de 2005, durante la Operación Green, fueron detenidos en la provincia de Málaga siete argelinos a los que la Audiencia Nacional ha vinculado al Grupo Salafista para la Predicación y el Combate y que han sido acusados de financiar al mismo y a otras organizaciones de Al Qaeda, con envíos de dinero a Afganistán, Chechenia y Pakistán. Al menos cinco miembros consiguieron escapar, según la Guardia Civil los más altos responsables financieros. Se sospechan vínculos con Abu El Haithem, salafista a quien se desviaban fondos. El 8 de enero de 2006 se conoció que el gobierno entregaría a Argelia a Mohamed Amine Benamoura, alias "Zacarías", uno de los presuntos salafistas detenidos en Barcelona en 2003 e integrante del "Comando Dixán". El 19 de enero del mismo año se ordenó judicialmente en España la captura de Salah Edinne Berkoun como implicado en la red de financiación del Grupo Salafista, dentro de la operación iniciada en noviembre del año anterior.

## Los atentados del 11M
Los atentados del 11 de marzo de 2004 se saldaron con 191 personas muertas y casi 2000 heridas. Tras las explosiones, los servicios de información de la policía española así como el Centro Nacional de Inteligencia investigaron la autoría de la masacre y sus consecuencias. Los primeros informes atribuyeron esta autoría a la banda terrorista ETA, apoyando esta hipótesis, considerada casi segura en estos primeros informes, en los siguientes precedentes:
- ETA tenía la intención de realizar atentados terroristas en Madrid en la campaña electoral de las elecciones generales para demostrar su capacidad y para causar un impacto mediático y propagandístico.

- Esta organización tenía la intención de hacer volar el tren Madrid-Irún las navidades de 2003 mediante maletas bomba.

- La madrugada del 29 de febrero de 2004 fueron detenidos dos terroristas de ETA en Cañaveras (Cuenca) cuando trasladaban a Madrid una furgoneta bomba con 536 kilos de explosivos.

- Los terroristas detenidos ese día reconocieron que en las pasadas navidades también habían intentado diseminar varias mochilas con explosivos en la estación de esquí de Baqueira Beret.

- Los informes policiales citaban también como precedente el secuestro y posterior asesinato de Miguel Ángel Blanco en 1997. Aludían a este asesinato para recalcar que también en ese caso la banda estaba en una difícil situación, y tras la convulsión originada, dirigentes nacionalistas vascos comenzaron a hablar con representantes de Herri Batasuna. Esas conversaciones posibilitaron el Pacto de Estella en 1998. La estrategia de ETA en este caso sería, de la misma manera, causar un gran impacto.

En ese informe, presentado a la Comisión de Investigación había un párrafo tachado, sin embargo parece ser que ese párrafo avalaba la tesis de ETA por informar de que fuentes propias habían constatado que Batasuna tenía información de la dirección de ETA sobre el atentado y de que preferían señalar a otros orígenes antes que asumir sus consecuencias. El director del CNI Jorge Dezcallar, en el libro autobiográfico Valió la pena. Una vida entre diplomáticos y espías (2015), escribió que se había sentido engañado y manipulado cuando se le presionó para emitir aquel desmentido a los comentarios de la cadena SER, o cuando el Gobierno, ya en funciones, decidió el 18 de marzo desclasificar y publicar dos informes del CNI, uno de ellos con un párrafo tachado, ....
Respecto a la posibilidad de que los atentados pudieran ser atribuidos a alguna organización ligada a la Yihad internacional, los precedentes indicaban coincidencias como los procedimientos utilizados y el objetivo, un medio de transporte público, pero consideraban que faltaba la huella fundamental, la existencia del terrorista suicida. La información previa disponible aconsejaba prudencia en cuanto a la atribución de la autoría a ETA. 
La hipótesis de la autoría de la banda terrorista ETA se desvaneció rápidamente. A las dos horas de cometerse los atentados, los TEDAX hallados dos bombas sin explosionar, una en El Pozo y otra en Atocha. Antes de neutralizarlas, los TEDAX observaron que la sustancia explosiva era de color blanco, no de color rojo como la dinamita Titadyn utilizada por ETA. 
El presidente José María Aznar y los servicios de Presidencia de Gobierno ignoraron la nota informativa del Centro Nacional de Inteligencia, emitida a finales de 2003, en la que informaba de un comunicado de Bin Laden y de las amenazas de atentado yihadista que se cernía sobre España.  No sólo eso, las expresas y directas amenazas de Bin Laden a España tras el apoyo visible por parte del Gobierno de España a las Guerras de Irak y Afganistán y la participación de las Fuerzas Armadas españolas en la coalición que ocuparía el país tras la invasión, emitidas por el canal catarí Al Jazeera el 18 de octubre de 2003, fueron publicitadas por el periódico El Mundo, al día siguiente como nota de agencia (difundida por más medios). También era conocida en los ámbitos periodísticos la certera nota informativa del Centro Nacional de Inteligencia (CNI) sobre el yihadista Allekema Lamari, de 6 de noviembre de 2003 (Documento C/ 15697) en la que alertaba de atentados yihadistas en España. En 2003, en una reunión confidencial en Madrid de jefes de Inteligencia Militar de la OTAN, el director del CNI había adelantado el peligro creciente de que en España se cometieran  atentados islámicos tras el estallido de la guerra de Irak.
En la misma mañana del 11 de marzo de 2004, el Centro Nacional de Inteligencia (CNI), en atención al contenido de sus notas y noticias citadas, debió recordárselo al Gobierno y alertarle de la más que probable autoría yihadista. Con ello hubiera evitado precipitaciones del Gobierno adjudicando los atentados a ETA en comunicados oficiales que, posteriormente, resultaron tan contraproducentes para el prestigio de España; además de propiciar acusaciones de mentir a los ciudadanos.
Como eso no se tuvo en cuenta por el Gobierno, el 11 de marzo, a las 17:28, la ministra de Asuntos Exteriores, Ana Palacio, remitió telegrama a embajadas y consulados comunicando autoría de ETA. A la vez que requería a los embajadores aprovechar aquellas ocasiones que se le presenten para confirmar autoría de ETA de estos brutales atentados, ayudando así a disipar cualquier tipo de duda que ciertas parte interesadas puedan hacer querer surgir en torno a quien está detrás de estos atentados.
Antes de ese telegrama, a las 15:00 horas, según el Jefe de los TEDAX (Técnicos en Desactivación de Explosivos), el comisario Juan Jesús Sánchez Manzano, en su libro,  las autoridades policiales y políticas habían sido informadas por los TEDAX que:
1. ETA no había comunicado la colocación de bombas en los trenes, como hacía siempre.
2. Dos bombas que no habían explosionado (estaciones de Atocha y El Pozo), contenían sustancia blanca.[18] La dinamita Titadyn que usaba ETA era rojizo.
3. La furgoneta Kangoo, utilizada por los terroristas y hallada en Alcalá de Henares, no tenía la matrícula doblada como habitualmente hacía ETA.[19]
4. En esa furgoneta se encuentran restos de cartucho Goma 2 ECO,[20] que es blanca y no era utilizada por ETA. También se encuentran detonadores de fabricación nacional que tampoco utilizaba ETA y una cinta-casete con cánticos del Corán.

Otro informe del CNI se redactó tras la noticia de que la organización "Abu Hafs Al Masri" había reivindicado el atentado en nombre de Al Qaida en el periódico árabe "Al Quds Al Arabi" que se edita en Londres, y que citaba los siguientes precedentes:
- En la nota se citaban textos religiosos del Corán que son habituales cuando se trata de justificar actos de violencia contra presuntos adversarios del Islam, lo que según estos informes demostraba militancia islámica y conocimientos del autor del comunicado. Hacía referencia también al pasado islámico español y a cuentas antiguas que habría que saldar, lo que podría interpretarse como una advertencia sobre la presencia de tropas españolas en Irak.

- Hacía también referencia a los atentados cometidos en Estambul, también reivindicados en nombre de las Brigadas Abu Hafs Al Masri, pero que contienen errores en cuanto a las víctimas e imprecisiones que permiten, según el informe, deducir un escaso conocimiento por parte del autor de la nota, de las circunstancias y resultado de los atentados.

- La nota transcribía literalmente frases completas de anteriores reivindicaciones y tenía la misma estructura, por lo que las fuentes policiales estimaron como altamente probable que el comunicado fuese redactado por alguien vinculado a la Yihad Internacional pero sin el predicamento necesario para hablar en su nombre, con lo que su veracidad era dudosa. El informe añadía que la existencia de este grupo y su vinculación con Al Qaida no había podido ser establecida con exactitud por ningún Servicio de Inteligencia occidental.

En un tercer informe del CNI, ya del día 15 de marzo, se señala que la principal línea de investigación en ese momento es que los atentados serían atribuibles a "un grupo local de personas, con organización todavía rudimentaria, que responden a orientaciones ideológicas de la Jihad Internacional". Dos días antes de este informe ya había sido detenido Jamal Zougam, uno de los autores materiales de los atentados.